# Racu (Harghita)
Racu (veraltet Racoș auch Rachiș; ungarisch Csíkrákos oder Rákos) ist eine Gemeinde im Kreis Harghita, in der Region Siebenbürgen in Rumänien.

## Geographische Lage

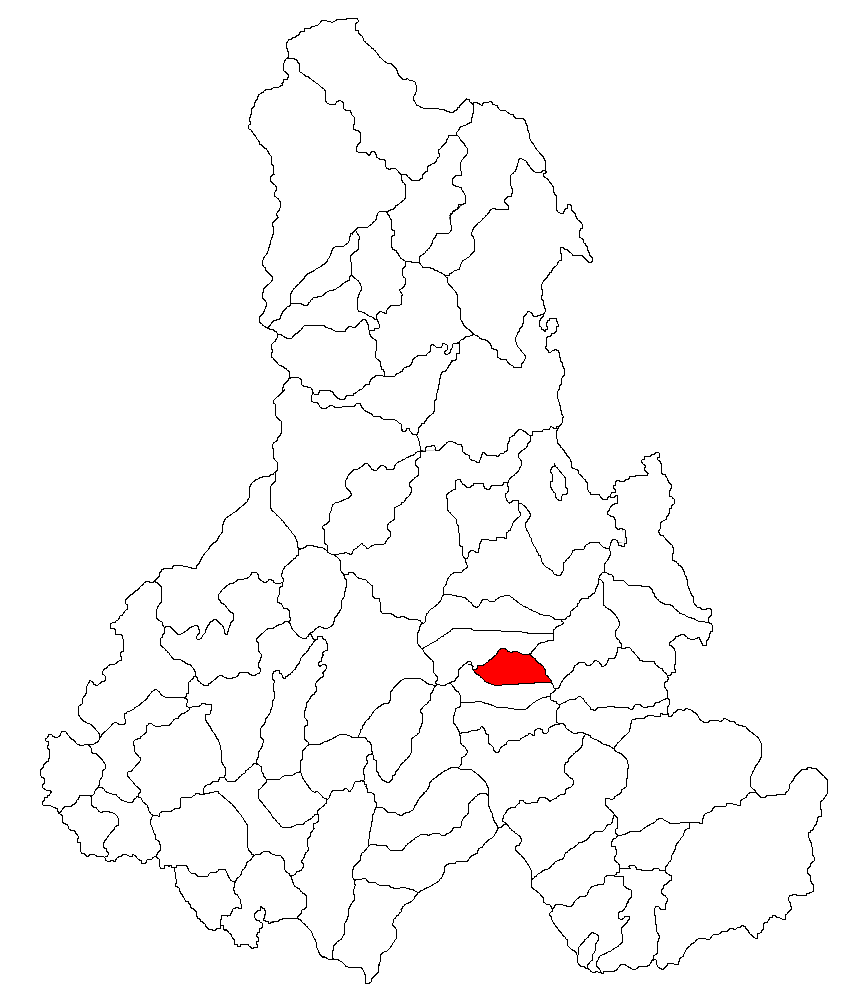
Lage der Gemeinde Racu im Kreis Harghita

Die Gemeinde Racu liegt östlich des Siebenbürgischen Beckens zwischen dem Harghita- und dem Ciuc-Gebirge – Teilgebirge der Ostkarpaten – in der historischen Region Szeklerland. Der Ort Racu liegt am Oberlauf des Olt, an der Bahnstrecke Siculeni–Gheorgheni und der Nationalstraße (Drum național) DN12 12 Kilometer nördlich von der Kreishauptstadt Miercurea Ciuc (Szeklerburg) entfernt.

## Geschichte
Der mehrheitlich von Szeklern bewohnte Ort Racu wurde im Jahr 1333 erstmals urkundlich erwähnt.
Auf dem Areal der Gemeinde vermerkt das archäologische Verzeichnis Repertoriul Arheologic Național mehrere archäologische Funde von Siedlungen aus der Hallstatt- und der Latènezeit. In Racu besteht die Ruine einer frühmittelalterlichen Festung, die von den Einheimischen Cetatea Păgânilor (Festung der Heiden) genannt wird und auf einer ehemaligen dakischen Festung mit 2,5 bis 3 Meter dicken Steinmauern errichtet wurde.
Verwaltungstechnisch gehörte Racu zur Zeit des Königreichs Ungarn zum Stuhlbezirk Felcsík im Komitat Csík (rumänisch Comitatul Ciuc), anschließend zum historischen Kreis Ciuc und seit 1950 zum heutigen Kreis Harghita.
Die Gemeinde Racu entstand 2004 durch Abspaltung von der heutigen Gemeinde Siculeni (ungarisch Madéfalva).

## Bevölkerung
Die Bevölkerung der Gemeinde Racu entwickelte sich wie folgt:
| Volkszählung | Volkszählung | Ethnische Zusammensetzung | Ethnische Zusammensetzung | Ethnische Zusammensetzung | Ethnische Zusammensetzung |
| Jahr         | Bevölkerung  | Rumänen                   | Magyaren                  | Deutsche                  | andere                    |
| ------------ | ------------ | ------------------------- | ------------------------- | ------------------------- | ------------------------- |
| 1850         | 1665         | 29                        | 1624                      | -                         | 12                        |
| 1920         | 1717         | 15                        | 1699                      | 2                         | 1                         |
| 1941         | 2066         | 1                         | 2059                      | 3                         | 3                         |
| 1992         | 1615         | 7                         | 1608                      | -                         | -                         |
| 2002         | 1517         | 4                         | 1513                      | -                         | -                         |
| 2011         | 1607         | 8                         | 1571                      | -                         | 28                        |
| 2021         | 1599         | 8                         | 1517                      | -                         | 74 (18 Roma)              |

Seit 1850 wurde in den beiden Dörfern der heutigen Gemeinde Racu die höchste Einwohnerzahl sowie die der Magyaren und die der Rumäniendeutschen 1941 ermittelt. Die höchste Anzahl der Rumänen wurde 1850 und die der Roma (36) 1930 registriert.

## Sehenswürdigkeiten
- Die spätgotische, römisch-katholische Kirchenburg wurde im 15. Jahrhundert errichtet. Deren Chorraum ist mit geschnitzten Konsolen, darunter ist eine mit dem Hunyadi-Rabenwappen versehen. Am Kirchturm sind Wandmalereien aus dem 16. Jahrhundert noch sichtbar. Innerhalb der Ringmauer wurde der Historiker und Pfarrer Péter Zöld begraben.[3] Die Kirchenburg steht unter Denkmalschutz.[11]
- Das Geburtshaus des ungarischen Schriftstellers Mihály Cserei nach unterschiedlichen Angaben 1661[3] oder 1667 errichtet und 1935 renoviert, steht unter Denkmalschutz.[11] Durch die Renovierungsarbeiten ist der Renaissancebau und dessen Wandmalereien zum größten Teil verlorengegangen.[3]
- Der Ort ist auch Ausgangspunkt zum Gipfel Mădăraș (1800 m) im Harghita-Gebirge und führt bei der Burgruine Cetatea Păgânilor (ungarisch Pogányvár) und der Schutzhütte Mădăraș bei 1671 m vorbei.[3]
- Etwa zweieinhalb Kilometer westlich, am rechten Ufer des Olt (Alt), befindet sich ein kleines Mineralwasserbad, welches gegen rheumatische- und Herz-Kreislauf-Erkrankung empfohlen wird.[3]

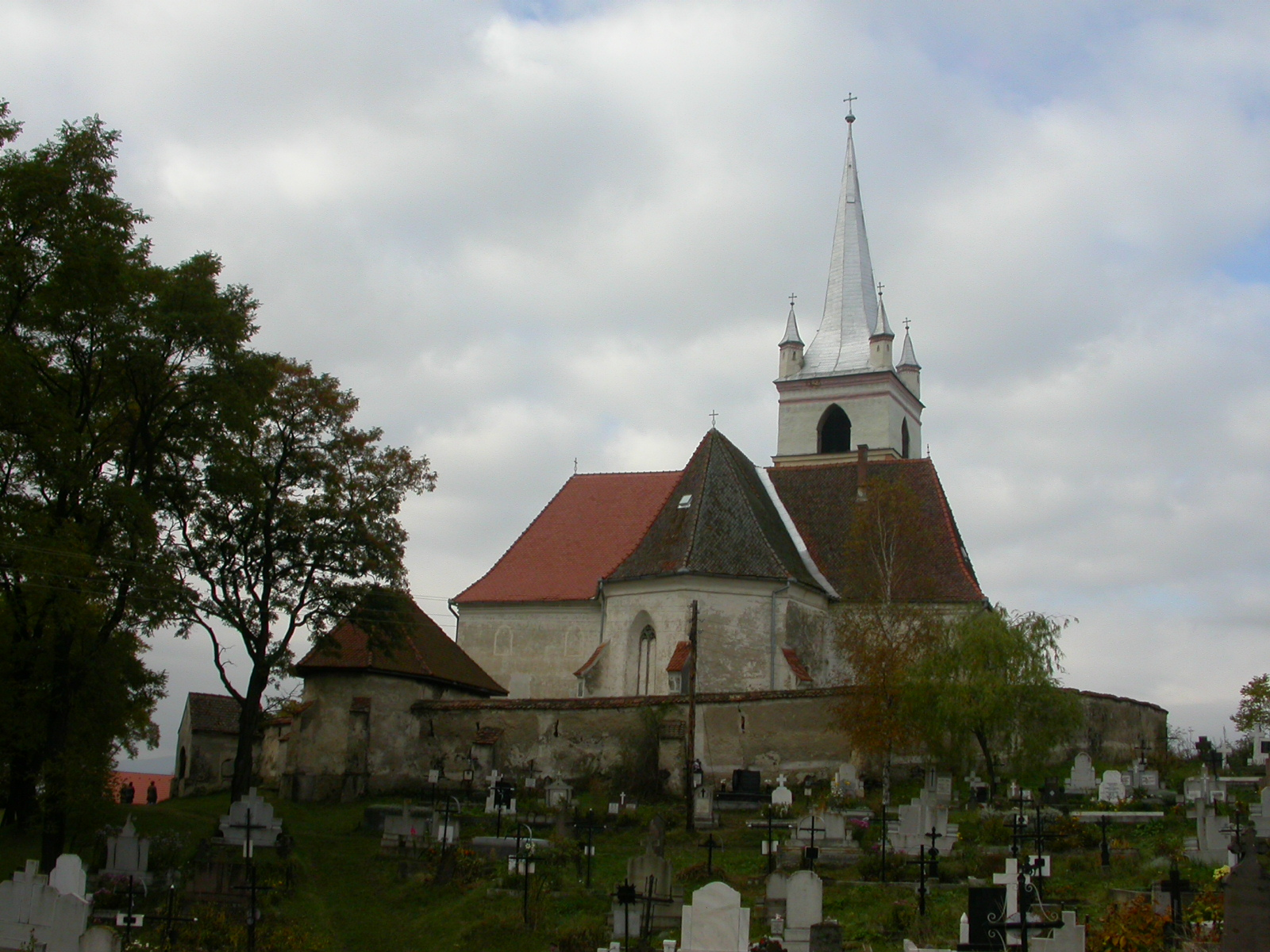
Kirchenburg in Racu
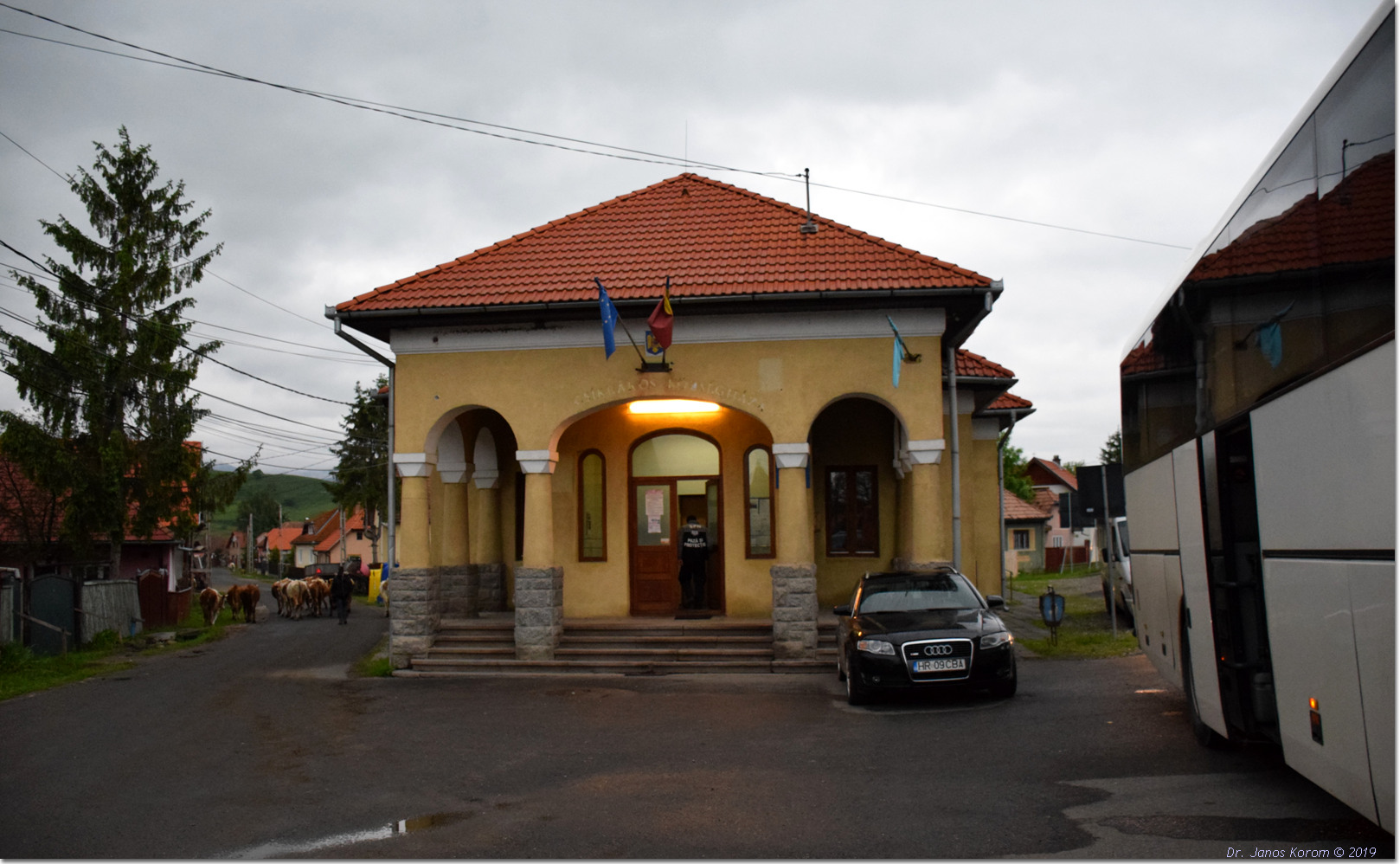

## Persönlichkeiten
- Bálint Sárosi (1925–2022), Volksmusikforscher, leitender Forscher der Volksmusik-Forschungsgruppe der Ungarischen Akademie der Wissenschaften.[12]
- Mihály Cserei (1668–1756), Historiker und Schriftsteller[13]
- Péter Zöld (1727–1795) hier begraben, war Historiker und Pfarrer, einer der stärksten Gegner der österreichischen Truppen bei der Aufstellung des Szekler-Grenzschutzes und am Siculicidium beteiligt.[14]